# Тест на психопата
Тест на психопата: Подорож крізь індустрію божевілля (англ. The Psychopath Test: A Journey Through the Madness Industry) — книга 2011 року британського письменника Джона Ронсона, де він досліджує концепцію психопатії разом із ширшою «індустрією» психічного здоров'я, включаючи спеціалістів із психічного здоров'я та медіа. Протягом усього 2012 року книга залишалася у списках бестселерів Великої Британії та десять тижнів у списку бестселерів The New York Times.

## Основні теми
Ронсон відвідує передбачуваних психопатів, а також психологів і психіатрів, які їх вивчали, зокрема канадського психолога Роберта Д. Гейра, однойменного автора «Контрольного списку психопатії», тесту з 20 частин, призначеного для виявлення психопатії. Ронсон досліджує ідею про те, що багато корпоративних і урядових лідерів є психопатами, чиї дії щодо інших можна пояснити лише врахуванням цього факту, і він приватно застосовує тест Гейра, щоб визначити, чи може він розгледіти в ньому правду.
Він бере інтерв'ю у Тото Констана, якого вважає психопатом, корпоративним лідером Альбертом Дж. Данлапом, про якого журнал Fast Company писав, що він психопат, а також з молодим чоловіком, ув'язненим у психіатричній лікарні Бродмура, який стверджує, що став жертвою неправдивих діагнозів психіатричної індустрії.
Він розмовляє з Ентоні Мейденом, професором і судовим психіатром, відповідальним за Відділення небезпечних і важких розладів особистості (Dangerous and Severe Personality Disorder — DSPD) у Бродмурі, який каже йому, що суперечлива схема DSPD не відбулася б без контрольного списку Гейра, і додає: «Особисто мені не подобається, як Боб Гейр говорить про психопатів так, ніби це інший вид… і навіть якщо ви не приймаєте критику роботи Боба Гейра… очевидно, що якщо ви подивитеся на його контрольний список, ви можете отримати високий бал, будучи імпульсивним і безвідповідальним або холоднокровно плануючи щось зробити. Тож дуже різні люди в підсумку отримують однакові бали».
Ронсон також досліджує неортодоксальні або суперечливі методи лікування, такі як групова терапія оголеною натурою в 1960-х роках або призначення ліків для лікування дитячого біполярного розладу сьогодні.
Він знайомиться з Полом Бріттоном, колишнім клінічним психологом Національної служби охорони здоров'я та кримінальним профайлером, який зіграв ключову роль у помилковому арешті Коліна Стаґґа за вбивство Рейчел Нікелл.
Тема того, як журналісти пишуть про психопатологію – і чи це прагнення саме по собі є соціопатичним – висвітлюється, як і теоретики змови, такі як Девід Шейлер.
Зрештою, Ронсон піднімає питання про те, де можна провести межу між розсудливістю, божевіллям і ексцентричністю. Він припускає, що ми не повинні судити людей лише за їхніми «найбожевільнішими сторонами» або неодмінно припускати, що «нормальне» суспільство настільки ж раціональне, як декому хочеться думати; з іншого боку, не слід відкидати реальні та серйозні проблеми, які можуть виникнути у людей, оскільки це відповідає ідеології (наприклад, саєнтології).
Він вважає книгу застереженням проти того, щоб ставити комусь діагноз, не знаючи його насправді, і про необхідність уникати упередженості в підтвердженні діагнозу. Він вважає, що це «одна з причин, чому відбувається так багато судових помилок у сфері розпізнавання психопатів». Він вірить, що конструкт психопатії Гейра застосовується до деяких людей, і що їхні жертви заслуговують на співчуття, але стурбований «тривожним світом експертів, судових психологів, кримінальних профайлерів, які мандрують планетою, озброєні не більше, ніж сертифікатом про відвідування, як і я. Ці люди можуть мати вплив на систему дострокового звільнення. Ці люди можуть мати вплив на слуханнях про умовно-дострокове звільнення, слуханнях про смертну кару, в кімнатах для допитів серійних вбивць, і так далі, і тому подібне».

## Відгуки
«Тест на психопата» отримала схвальні відгуки, але також зазнала критики, в основному з боку професійних психіатрів. Її стиль написання хвалили, але головною критикою була недостатня глибина дослідження психопатії.
Товариство наукового вивчення психопатії (SSSP) опублікувало заяву, підписану деякими вченими, згаданими в книзі Ронсона, в тому числі Робертом Д. Гейром і Ессі Відінгом, в якій говориться, що деякі інтерв'ю в ній перебільшені або вигадані, і що вони «вважають, що книга Ронсона тривіалізує серйозний розлад особистості і його вимірювання, що не допомагає ні тим, хто страждає від цього розладу, ні їх нещасним жертвам». Інші критичні зауваження стосувалися точки зору Ронсона, яка, на думку скаржників, була дуже однобокою впродовж усієї книги.
Доктор Гейр також випустив довше спростування книги Ронсона, заявивши, що вона принижує роботу клінічних професіоналів і представляє психопатію в нереалістичній і надто спрощеній манері. Навпаки, він вважав, що його власні книги «Змії в костюмах» і «Без совісті» були більш реалістичними, менш сенсаційними та більш доказовими зображеннями соціопатії та психопатії.

## Екранізація
У лютому 2015 року було оголошено, що Universal Pictures і Imagine Entertainment знімуть фільм для екранізації книги. Крістін Гор мала намір написати адаптацію сценарію зі Скарлетт Йоганссон у головній ролі та режисером Джея Роуча. Однак орієнтовна дата виходу у 2017 рік давно минула. Після 2015 року інформації про виробництво фільму не з'являлося.